# Chloromyxum obliquum
Chloromyxum obliquum is een microscopische parasiet uit de familie Chloromyxidae. Chloromyxum obliquum werd in 1960 beschreven door Meglitsch. 